# 陳佐洱
陳佐洱（1942年12月17日—），男，上海宝山人，中华人民共和国官員、作家。國務院港澳事務辦公室前常務副主任，全国港澳研究会首任会长。

## 生平
1952年，陳佐洱跟隨父母遷往廈門居住。於1964年畢業於福建師範大學外语系，後來於福州一中任教，並且曾經在《福建青年》雜誌社擔任記者、編輯，後任編委及副總編。於1983年加入中國新聞社福建分社，於1987年成為了中國新聞社港澳臺部主任。不久升任港澳辦基本法委員會秘書處司長，於1994年3月在中英聯合聯絡小組作為中方代表。於1996年及1998年分別加入香港特別行政區籌備委員會委員和澳門特別行政區籌備委員會委員；同時，正式出任港澳辦常務副主任，並且出席全國人大常委會香港特別行政區基本法委員會及全國人大常委會澳門特別行政區基本法委員會。
1995年底，陳佐洱指責香港政府大幅增加社會福利開支，最終可能會「車毀人亡」，他亦因為此番話而為香港人所熟識。他认为，制止港英政府高福利政策而省下的钱成为后来香港特区政府抵抗亚洲金融风暴的救命钱。
2009年，陳佐洱獲香港公開大學頒授榮譽博士。
2015年，陳佐洱批評香港在回歸後沒有依法「去殖民化」，反而「去中國化」的「死灰復燃、氣焰囂張」，引起爭議。立法會主席曾鈺成則稱不知道香港需要根據哪條法例進行「去殖民化」，稱揮舞龍獅旗的只是很小的一部分人。
陈佐洱也是一位作家，于1984年加入中国作家协会。主要作品有散文集《大风啊大风》，散文报告文学集《青春剪影》，译著有中篇童话《布拉基诺历险记》、《失去太阳的二十二天》（合译）等。陳佐洱於2012年寫成《我親歷的香港回歸談判》，記錄其參與香港回歸前中英談判的經歷，該書由香港鳳凰書品文化出版有限公司出版。该书内地版的书名为《交接香港：亲历中英谈判最后1208天》，由湖南文艺出版社出版。

## 家庭
父亲陳汝惠為廈門大學教授、作家，母亲李荷珍也在厦门大学任教。陈佐洱为家中长子，二弟陈佐沂为浙江大学教授，三弟陈佐湟为指挥家。伯父陈伯吹为儿童文学作家；堂兄陈佳洱为物理学家，中科院院士，曾任北京大學校长。
妻子許仁懿已歿，育有两女：陳曦、陳晴。陳晴現時为联合国儿童基金香港委员会主席，亦為香港海洋公園保育基金主席，嫁给了李嘉诚的侄子李泽龙。